# Елліль-націр I
Елліль-націр I — правитель міста Ашшур у першій половині XV століття до н. е.